# Satoshi Yagisawa
Satoshi Yagisawa (八木沢 里志 , Yagisawa Satoshi?) (Chiba, 1977) és un escriptor japonès conegut pels llibres Els meus dies a la llibreria Morisaki i Amics i llibres a Jinbōchō, ambientats al barri de Jinbōchō de Tòquio. Ambdós llibres han estat traduïts al català i publicats per l'Editorial Navona.

## Biografia
Va néixer a la prefectura de Chiba. Va graduar-se a la Facultat d'Humanitats de la Universitat Nihon. L'any 2008 va guanyar el 3r Premi Literari Chiyoda, organitzat pel barri de Chiyoda de Tòquio, per la seva primera novel·la Els meus dies a la llibreria Morisaki. El 2010 van adaptar-la a pel·lícula, protagonitzada per Akiko Kikuchi.

## Obra publicada
- Els meus dies a la llibreria Morisaki (2010)
- Amics i llibres a Jinbōchō (2011)
- 純喫茶トルンカ (La cafeteria Torunka)
- # 純喫茶トルンカ (La cafeteria Torunka) (2013)
- # しあわせの香り: 純喫茶トルンカ (Aroma de felicitat: La cafeteria Torunka) (2015)
- きみと暮らせば (Si visc amb tu) (2015)